# Шапошников, Анатолий Владимирович
Анатолий Владимирович Шапошников (24 ноября 1923 — 29 ноября 2014, Москва) — советский и российский авиаконструктор; принимал участие в создании самолётов Ил-38, Ил-62, Ил-86.

## Биография
Окончив среднюю школу, в 1941 году добровольцем ушёл на фронт Великой Отечественной войны. Был разведчиком, прослужил в армии до 1947 года. После демобилизации, в этом же году, поступил в Московский энергетический институт. А после окончания вуза был направлен на работу в ОКБ С. В. Ильюшина, где работал инженером-конструктором, начальником отдела, занимаясь первоначально электротехникой всех самолётов. Затем, с 1974 по 1988 годы, Шапошников был директором Московского машиностроительного завода «Стрела».
После выхода на пенсию отдыхал. Умер от инфаркта 29 ноября 2014 года в Москве. Урна с прахом захоронена на Ваганьковском кладбище (по другим данным — на Митинском кладбище).

## Награды
- Награждён орденами Ленина, Октябрьской Революции, Отечественной войны, Трудового Красного Знамени и «Знак Почета», а также медалями.
- Лауреат Государственной и Ленинской премий (за создание Ил-38 и Ил-76 соответственно).